# Gereformeerde kerk (Thesinge)
De Gereformeerde kerk van Thesinge  is een  zaalkerk in eclectische stijl in het Groningse dorp Thesinge. De kerk werd gebouwd door de plaatselijke timmerman H. Kluin. De kerk werd, samen met de bijhorende pastorie, in 2001 aangewezen als rijksmonument. Het gebouw is nog steeds in gebruik bij de plaatselijke PKN-gemeente. In 2018 is de kerk eigendom geworden van de Stichting Oude Groninger Kerken (SOGK). Na de officiële overdracht werd de kerk voor tien jaar teruggehuurd door de Stichting Dorpshuis Thesinge. Hierdoor kan het gebouw ook in de toekomst worden gebruikt voor het dorp en als kerk. 